# Vareskari (ö i Norra Österbotten, Brahestad, lat 64,89, long 24,80)
Vareskari är en ö i Finland. Den ligger i Bottenviken och i kommunen Siikajoki i den ekonomiska regionen  Brahestads ekonomiska region i landskapet Norra Österbotten, i den norra delen av landet. Ön ligger omkring 33 kilometer väster om Uleåborg och omkring 520 kilometer norr om Helsingfors.
Öns area är 0,4 hektar och dess största längd är 240 meter i sydöst-nordvästlig riktning. I omgivningarna runt Vareskari växer i huvudsak blandskog.